# Hippoporella
Hippoporella is een mosdiertjesgeslacht uit de familie van de Hippoporidridae en de orde Cheilostomatida. De wetenschappelijke naam ervan is in 1917 voor het eerst geldig gepubliceerd door Canu.

## Soorten
- Hippoporella castellana Winston & Vieira, 2013
- Hippoporella costulata Canu & Bassler, 1923
- Hippoporella fastigatoavicularis Kluge, 1955
- Hippoporella hippopus (Smitt, 1868)
- Hippoporella kurilensis (Gontar, 1979)
- Hippoporella labiata Hayward & Cook, 1983
- Hippoporella maderensis Souto, Reverter-Gil & Ostrovsky, 2014
- Hippoporella multiavicularia (Androsova, 1958)
- Hippoporella nitescens (Hincks, 1883)
- Hippoporella parva (Androsova, 1958)
- Hippoporella pusilla (Smitt, 1873)
- Hippoporella rimata Osburn, 1952
- Hippoporella sabulonis Winston & Vieira, 2013

Niet geaccepteerde soorten:
- Hippoporella fascigatoavicularis Kluge, 1955 → Hippoporella fastigatoavicularis Kluge, 1955
- Hippoporella gorgonensis Hastings, 1930 → Pleuromucrum gorgonense (Hastings, 1930)
- Hippoporella multidentata → Pleuromucrum multidentatum (Thornely, 1905)
- Hippoporella obesa (Waters, 1900) → Schizoporella obesa (Waters, 1900)
- Hippoporella spinigea → Fodinella spinigera (Philipps, 1900)